# 格羅赫峰
61°41′25″N 8°33′42″E / 61.69028°N 8.56167°E
格羅赫峰是挪威的山峰，位於該國東南部內陸郡，處於洛姆，距離首都奧斯陸230公里，屬於尤通黑門山脈的一部分，海拔高度2,154米。